# Awiadwigatel PS-90

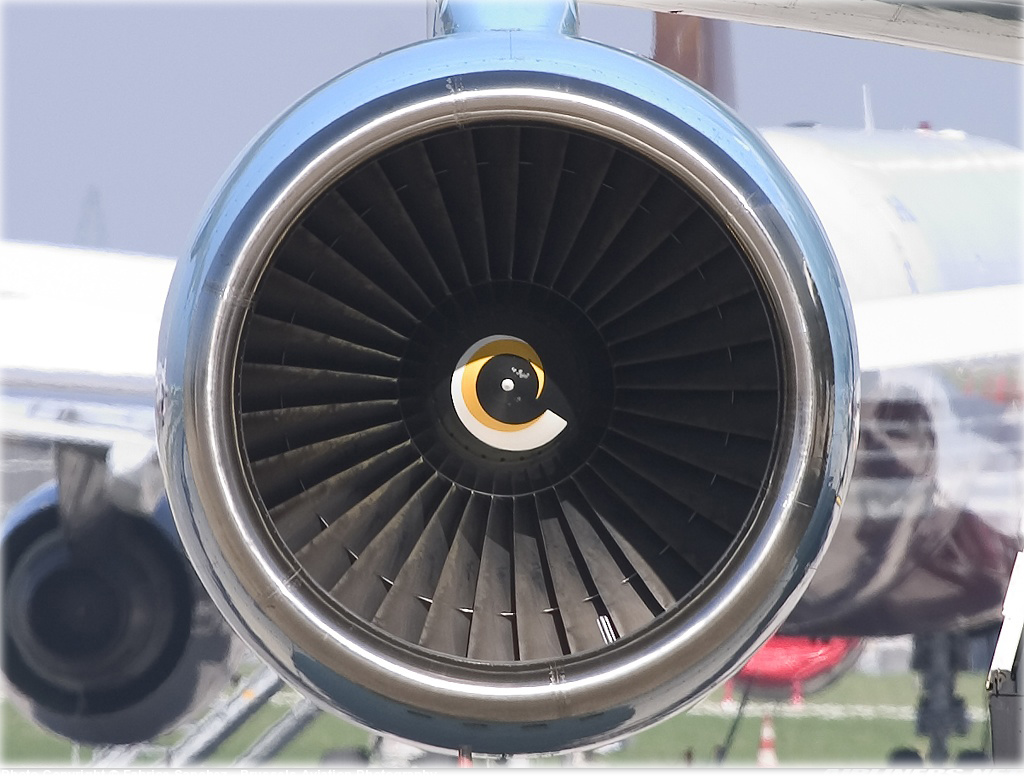
Awiadwigatel PS-90

Das Awiadwigatel PS-90 ist ein russisches Flugzeugtriebwerk. Es handelt sich um ein Zweiwellen-Mantelstromtriebwerk, das von Awiadwigatel konstruiert und vom Motorenwerk Perm im russischen Perm hergestellt wird. PS steht für den Chefkonstrukteur Pawel Solowjow.

## Entwicklung
Das Triebwerk wurde 1992 erstmals zugelassen und war für eine Mean Time Between Overhaul von 8000 Stunden ausgelegt.
Weitere Konstruktionsziele waren ein niedriger Treibstoffverbrauch durch ein großes Nebenstromverhältnis sowie einen Abgasmischer, ein lärmmindernder Auslass sowie eine digitale Triebwerkssteuerung (FADEC).
Das Triebwerk treibt folgende Flugzeuge an: Iljuschin Il-96, die Varianten der Tupolew-Tu-204/214-Familie, sowie die Iljuschin Il-76MF/TF. Eine modernisierte Variante der Iljuschin Il-76MD/TD-Generation, die Iljuschin Il-76TD-90WD bzw. Iljuschin Il-76MD-90, wird ebenfalls von diesem Triebwerk angetrieben.
Zur Energieerzeugung im Kraftwerkstyp GS-25 wird eine modifizierte Variante PS-90EU-25 eingesetzt.

## Varianten
Es gibt drei Varianten: Das ursprüngliche PS-90A, das PS-90A-76 und eine verbesserte Version PS-90A2.

### PS-90A
Das ursprüngliche PS-90A ist das Triebwerk für die Iljuschin Il-96 und die Tupolew-Tu-204/214-Familie. Der Startschub beträgt 157 kN.

### PS-90A-76
Diese Modifikation des PS-90A mit nominell 142 kN Schub wurde entwickelt, um das ursprüngliche Solowjow D-30KP der Iljuschin-Il-76-Frachtflugzeuge zu ersetzen. Die Iljuschin Il-76MF bzw. Il-76TD-90WD genannte Version ist leiser (damit für Einflüge nach Westeuropa zugelassen), ökonomischer und hat eine größere Reichweite.

### PS-90A2
Das PS-90A2 ist eine modernisierte Version des PS-90A. Westliche Komponenten sowie die elektronische Steuerung erlauben ein niedrigeres Gewicht, höhere Leistungen und um 40 % reduzierte Wartungskosten. Als erstes russisches Triebwerk ist es für ETOPS-180 min zugelassen.

## Technische Daten (PS-90A)
- Schub: 156,9 kN
- Länge: 4,964 m
- Fandurchmesser 1,90 m
- Trockenmasse: 2950 kg
- Liefergewicht: 4160 kg
- Nebenstromverhältnis: 4,36:1
- Gesamtdruckverhältnis: 31,3:1
- Treibstoffverbrauch: 4000–8000 kg/h